# 道の駅さかい (福井県)
道の駅さかい（みちのえき さかい）は、福井県坂井市坂井町蔵垣内（くらがいち）にある福井県道29号福井金津線の道の駅である。坂井市の坂井地域交流センター（愛称：いねす）が併設されている。
2001年6月に旧坂井郡坂井町が設置したものである。

## 施設
- 駐車場
  - 普通車：141台[4]
  - 大型車：9台[4]
  - 身障者用：4台[4]
- トイレ （いずれも24時間利用可能）
  - 男性：大 3器、小 5器
  - 女性：7器
  - 身障者用：2器
- 農産物直売所「いねす市」（8:00 - 17:00）
- 味処けやき（レストラン、11:00 - 21:00）[4]
- 交流ホール
- 情報ロビー（10:00 - 18:00）[4]
- たくみ工房

### 管理団体
- 設置者：坂井市
- 指定管理者：株式会社アイビックス[5]（坂井市坂井地域交流センター）[6]

## 休館日
- 坂井地域交流センター：毎週月曜日（祝日の場合は翌日）[4]

## アクセス
- 福井県道29号福井金津線 - 登録路線
- ハピラインふくい線 丸岡駅より約5分。
- E8 北陸自動車道 丸岡ICより約12分。
- 京福バス 48系統（三国丸岡線）「いねす」下車。ハピラインふくい線丸岡駅、えちぜん鉄道三国芦原線大関駅および三国駅、丸岡バスターミナル等と接続。年末年始運休。